# Nanoschiuma
La nanoschiuma è una schiuma nanostrutturata caratterizzata dal possedere un elevato numero di pori con diametro dell'ordine dei nanometri. Tra le principali nanoschiume spiccano quelle metalliche e le nanoschiume di carbonio. Anche gli aerogel sono assimilabili alle nanoschiume.

## Nanoschiume metalliche
Le nanoschiume metalliche sono state prodotte per la prima volta nel 2005 dal Dr. Bryce Tappan al Los Alamos National Laboratory, bruciando in atmosfera inerte complessi azotati formati dai metalli di transizione. In queste condizioni si libera azoto gassoso che provoca un forte aumento di volume della matrice metallica con formazione di pori all'interno della massa fusa. Attualmente, tramite l'utilizzo di questa tecnica, sono state prodotte nanoschiume di ferro, cobalto, nichel, rame, argento e palladio.
Questi materiali possiedono densità dell'ordine dei 10 mg/cm³, diametro dei pori compreso tra i 20 nm e 1 μm e area superficiale di 258 m2/g. Tra i loro possibili usi si menziona la catalisi di sintesi industriali quali quelle dell'ammoniaca, acido solforico, combustibili e materie plastiche, l'uso in pile a combustibile, filtri antimicrobici a base di argento, come monopropellente per razzi e per ridurre le emissioni di ossidi di azoto prodotti dai motori a combustione interna e dalle centrali a carbone.

## Nanoschiume di carbonio
Le nanoschiume di carbonio sono state scoperte nel 1997 alla Università Nazionale Australiana e sono costituite da un insieme di atomi di carbonio legati tra loro a formare una struttura tridimensionale a strati. Sono prodotte per ablazione laser della grafite o del carbonio vetroso in atmosfera inerte. Rappresentano una forma allotropica del carbonio che mostra proprietà paramagnetiche (a differenza della grafite pirolitica, altra forma del carbonio che ha invece spiccate proprietà diamagnetiche). Presso il Politecnico di Milano le nanoschiume di carbonio sono studiate come materiale innovativo per l'accelerazione di particelle mediante impulsi laser.